# Aurimas Kučys
Aurimas Kučys (Panevėžys, 22 febbraio 1981) è un ex calciatore lituano, di ruolo centrocampista.

## Caratteristiche tecniche
Mediano di centrocampo, può essere schierato anche come interno.

## Carriera

### Nazionale
Tra il 2002 ed il 2008 ha giocato complessivamente 16 partite con la nazionale lituana; in precedenza aveva giocato anche nelle nazionali giovanili lituane Under-18 ed Under-21.

## Palmarès

### Club

#### Competizioni nazionali
- Campionato lituano: 4

Ekranas: 2009, 2010, 2011, 2012
- Coppa di Lituania: 3

Ekranas: 1998, 2009-2010, 2010-2011
- Supercoppa di Lituania: 4

Ekranas: 1998, 2006, 2010, 2011